# Eugenio Andrés Santana
Eugenio Andrés Santana Santana (Moya, 2 de diciembre de 1959) es un deportista español que compitió en judo adaptado. Ganó una medalla de bronce en los Juegos Paralímpicos de Atlanta 1996 en la categoría de –78 kg.

## Palmarés internacional
| Juegos Paralímpicos | Juegos Paralímpicos      | Juegos Paralímpicos | Juegos Paralímpicos |
| Año                 | Lugar                    | Medalla             | Categoría           |
| ------------------- | ------------------------ | ------------------- | ------------------- |
| 1996                | Atlanta (Estados Unidos) | Medalla de bronce   | –78 kg              |